# Josef Haslinger

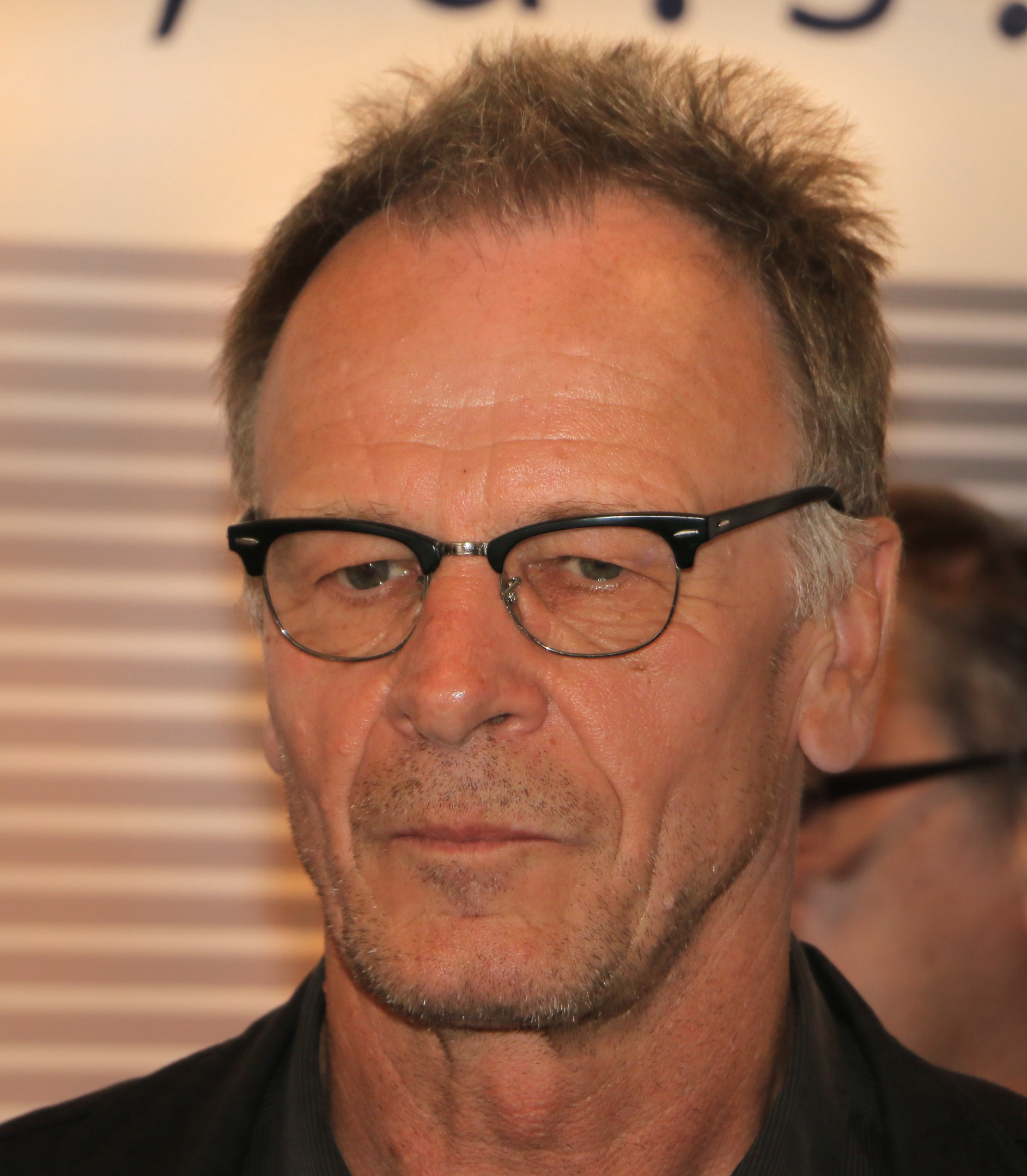
Josef Haslinger (2018)

Josef Haslinger (* 5. Juli 1955 in Zwettl, Niederösterreich) ist ein österreichischer Schriftsteller. Er war von Mai 2013 bis April 2017 Präsident des PEN-Zentrums Deutschland. Nach dem Rücktritt von Deniz Yücel wurde er am 14. Mai 2022 übergangsweise erneut zum Präsidenten gewählt.

## Leben
Josef Haslinger wurde im niederösterreichischen Waldviertel geboren und wuchs in Groß Meinharts bei Groß Gerungs auf. Er war Sängerknabe an der Schule des Zisterzienserklosters Zwettl und besuchte dann ab 1969 das Gymnasium in Horn, wo er 1973 die Matura ablegte. In Wien studierte er Philosophie, Theaterwissenschaften und Germanistik und promovierte 1980 über Die Ästhetik des Novalis. Mit Gustav Ernst gab Haslinger ab 1977 die literarische Zeitschrift Wespennest heraus. In den 1980er Jahren war er jahrelang Generalsekretär der Grazer Autorenversammlung, der größten Schriftstellervereinigung Österreichs. 1983/84 war er Lehrbeauftragter an der Universität Kassel.
In seinen Arbeiten übt Haslinger Gesellschaftskritik und thematisiert den Umgang mit der Geschichte des Landes Österreich. Seine sozialkritischen Analysen transportiert er in einer differenzierten und prägnanten Erzählweise. 1992 begründete Josef Haslinger die Menschenrechtsorganisation SOS Mitmensch mit, deren erster Vorsitzender er gemeinsam mit Willi Resetarits bis 1993 war.
Haslinger lehrte von 1996 bis 2021 als Professor für Literarische Ästhetik am Deutschen Literaturinstitut Leipzig. Als Mitglied der Leitungsebene war er mehrmals Direktor des Instituts der Universität Leipzig.

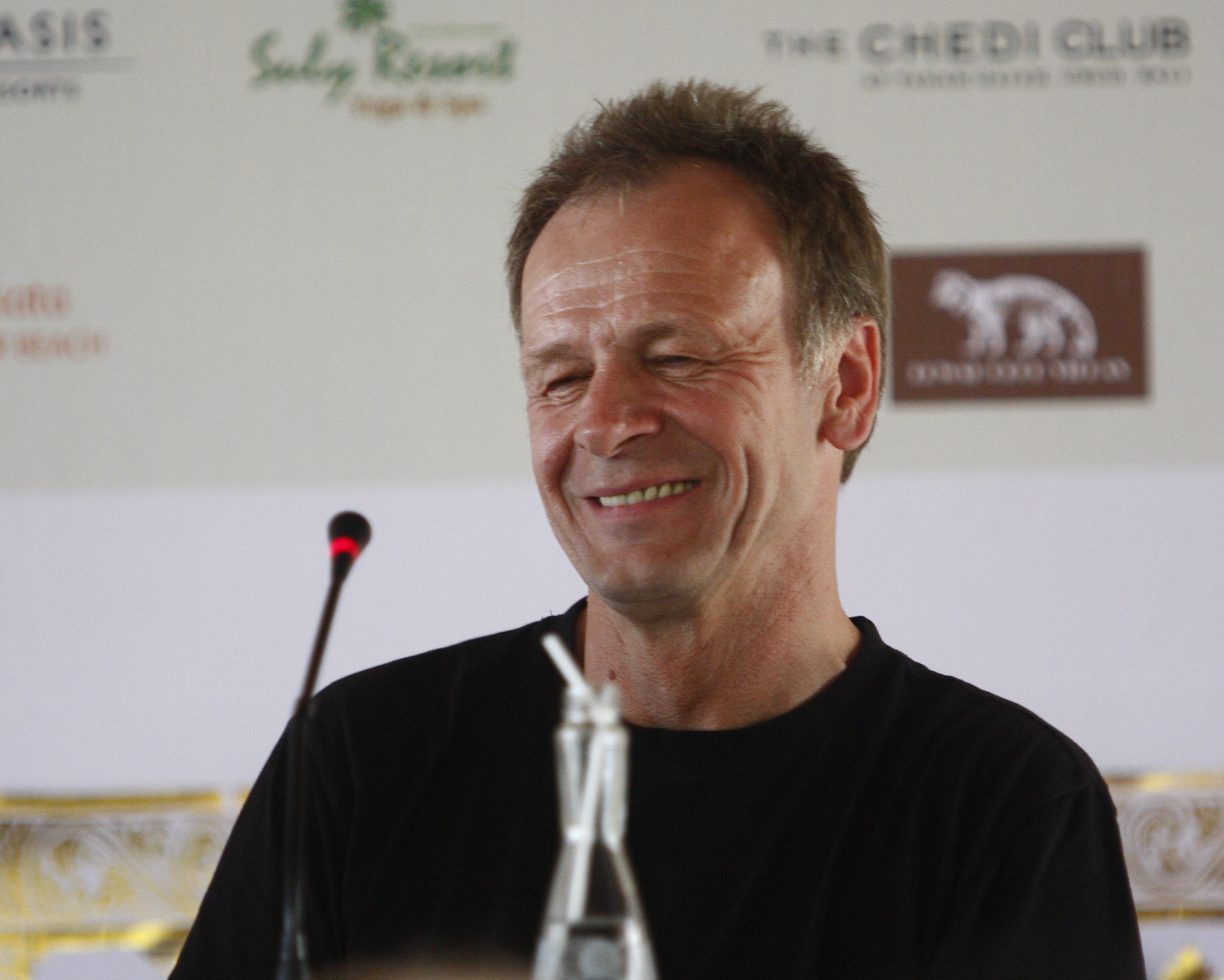
Josef Haslinger beim Ubud Writers & Readers Festival 2012

Haslinger ist Mitglied im PEN-Zentrum Deutschland und war ab Mai 2013 für zwei Jahre dessen Präsident. Er wurde im Mai 2015 als Vorsitzender bestätigt; im April 2017 kündigte er an, nicht erneut zur Verfügung zu stehen. Seine Nachfolgerin wurde Regula Venske. Im Oktober 2022 wurde José F. A. Oliver als Nachfolger von Interimspräsident Haslinger zum Präsidenten des PEN-Zentrums Deutschland gewählt. Haslinger hatte das Amt nach dem Rücktritt von Deniz Yücel im Mai 2022 übernommen.

## Werk
Sein 1995 erschienener Politthriller Opernball, bei dem ein terroristischer Anschlag auf den Wiener Opernball aus unterschiedlichen Sichten geschildert wird, machte ihn über die Grenzen Österreichs bekannt. 1998 entstand aus dem Buch ein dreistündiger Fernsehfilm mit internationaler Besetzung: Opernball – Die Opfer/Die Täter. Im Jahr 2019 wurde eine Bühnenfassung des Romans unter der Regie von Alexander Charim mit nur sechs Schauspielern auf der Spielstätte Volx/Margareten des Wiener Volkstheaters inszeniert. Josef Haslinger zeigt sich „sehr angetan von dem Ganzen“.
In seinem 2007 erschienenen Werk Phi Phi Island verarbeitete Haslinger seine Erlebnisse während des Thailand-Urlaubs seiner Familie über Weihnachten 2004. Haslinger, seine Frau Edith sowie die Kinder Sophie und Elias erlebten auf Phi Phi Island den Tsunami hautnah. Nur mit viel Glück überlebten alle Familienmitglieder die Naturkatastrophe.
In dem 2020 erschienenen Werk Mein Fall berichtet Josef Haslinger von dem ihm als Kind im Sängerknabenkonvikt des Stiftes Zwettl widerfahrenen sexuellen Missbrauch durch drei Pädagogen, darunter der Religionslehrer Gottfried Eder. Haslinger beschreibt darin sowohl die Übergriffe als auch seine Anstrengungen, den Fall bei der „Unabhängigen Opferschutzkommission“ der österreichischen Bischofskonferenz vorzutragen.

## Auszeichnungen und Ehrungen
- 1980 Theodor-Körner-Preis
- 1982 Österreichisches Staatsstipendium für Literatur
- 1984 Förderungspreis der Stadt Wien
- 1985 Stipendium des Deutschen Literaturfonds
- 1988 Österreichisches Dramatikerstipendium
- 1989 Erostepost-Literaturpreis
- 1993–94 Elias Canetti-Stipendium der Stadt Wien
- 1994 Stipendium des Deutschen Literaturfonds e. V.
- 1994 Förderungspreis des Landes Niederösterreich für Literatur
- 1996 New-York-Stipendium des Deutschen Literaturfonds e. V.
- 2000 Literaturpreis der Stadt Wien
- 2001 Preis der LiteraTour Nord
- 2000 Ehrenpreis des österreichischen Buchhandels für Toleranz in Denken und Handeln
- 2010 Mainzer Stadtschreiber[11][12]
- 2011 Rheingau Literatur Preis
- 2017 Goldenes Verdienstzeichen des Landes Wien

## Werke

### Prosa
- Der Konviktskaktus und andere Erzählungen. Athenaeum Verlag, Bodenheim 1982, ISBN 978-3-7610-0568-2
- Die plötzlichen Geschenke des Himmels. Was uns Pater G. in der Religionsstunde alles anvertraute. Eine Erzählung. 1983, zuerst in: profil, 15, 1995
- Hugo Sonnenschein. 1984
- Der Tod des Kleinhäuslers Ignaz Hajek. Novelle. 1985
- Opernball. 1995
- Das Vaterspiel. 2000
- Zugvögel. Erzählungen. S. Fischer Verlag, Frankfurt am Main 2006, ISBN 3-10-030057-2.
- Phi Phi Island. Ein Bericht. S. Fischer Verlag, Frankfurt am Main 2007, ISBN 978-3-10-030059-1.
- Jáchymov. S. Fischer Verlag, Frankfurt am Main 2011, ISBN 978-3-10-030061-4. (Romanhafte Biografie des Eishockeytorwarts Bohumil Modrý)
- Child in Time. Ein literarisches Bilderbuch über die Zumutungen des Jungseins.  Fotografisch eingerichtet von Maix Mayer. Faber & Faber, Leipzig 2019, ISBN 978-3-86730-137-4
- Mein Fall, S. Fischer Verlag, Frankfurt am Main 2020, ISBN 978-3-10-030058-4.

### Performance, Hörspiel, Rap
- amerika. ein reiseepos. (Erzählung auch in: Zugvögel). Haslinger liest und rapt in Begleitung von den Posaunisten Bertl Mütter und Werner Puntigam. Schallplatte 1993, später auch als CD. Produziert vom hr2.